# Pajilla

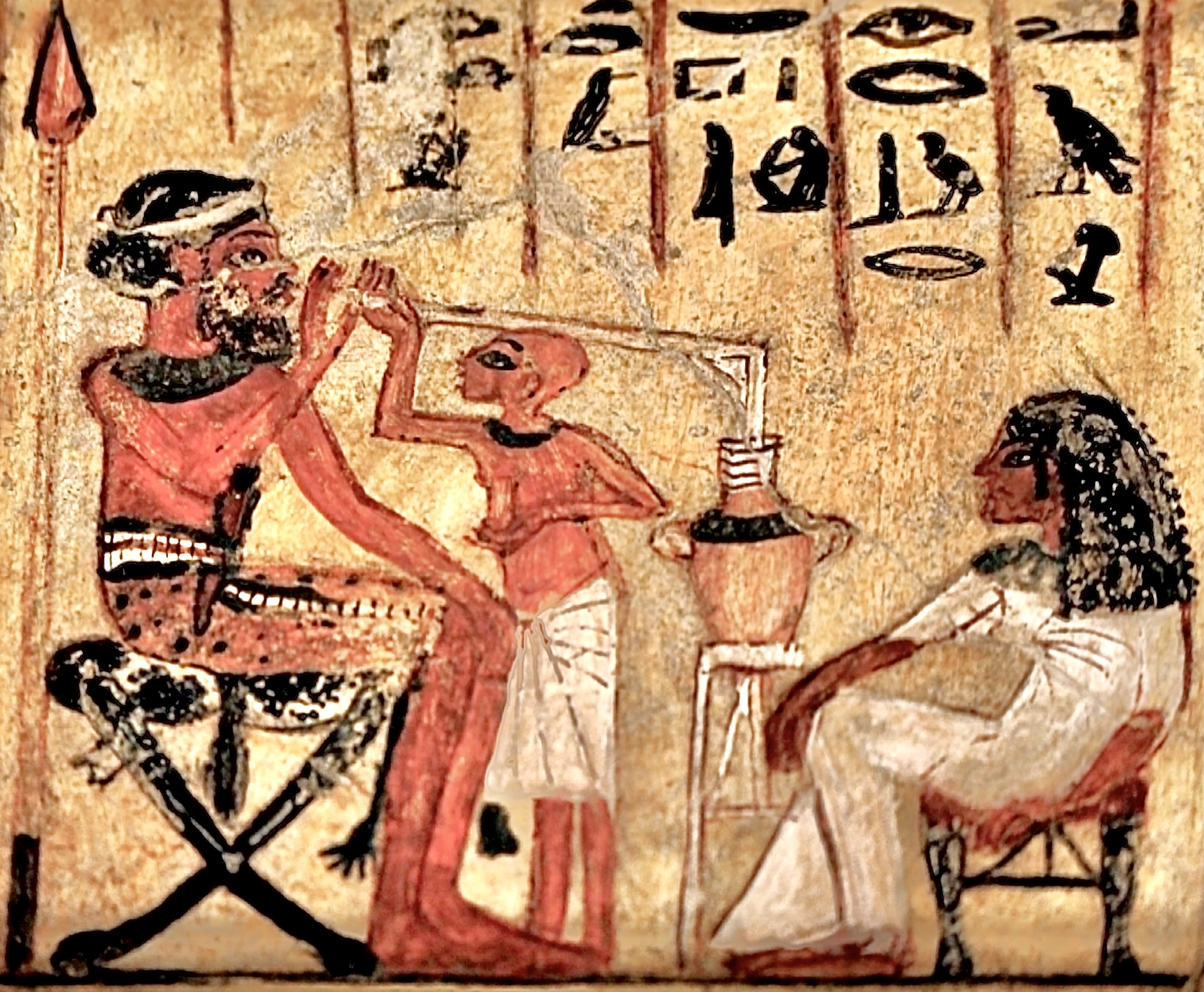
Pintura egipcia antigua, reinado de Akenatón (Amenofis IV), alrededor de 1300 a. que representa el uso de una forma temprana de pajita para beber cerveza. Museo Egipcio de Berlín

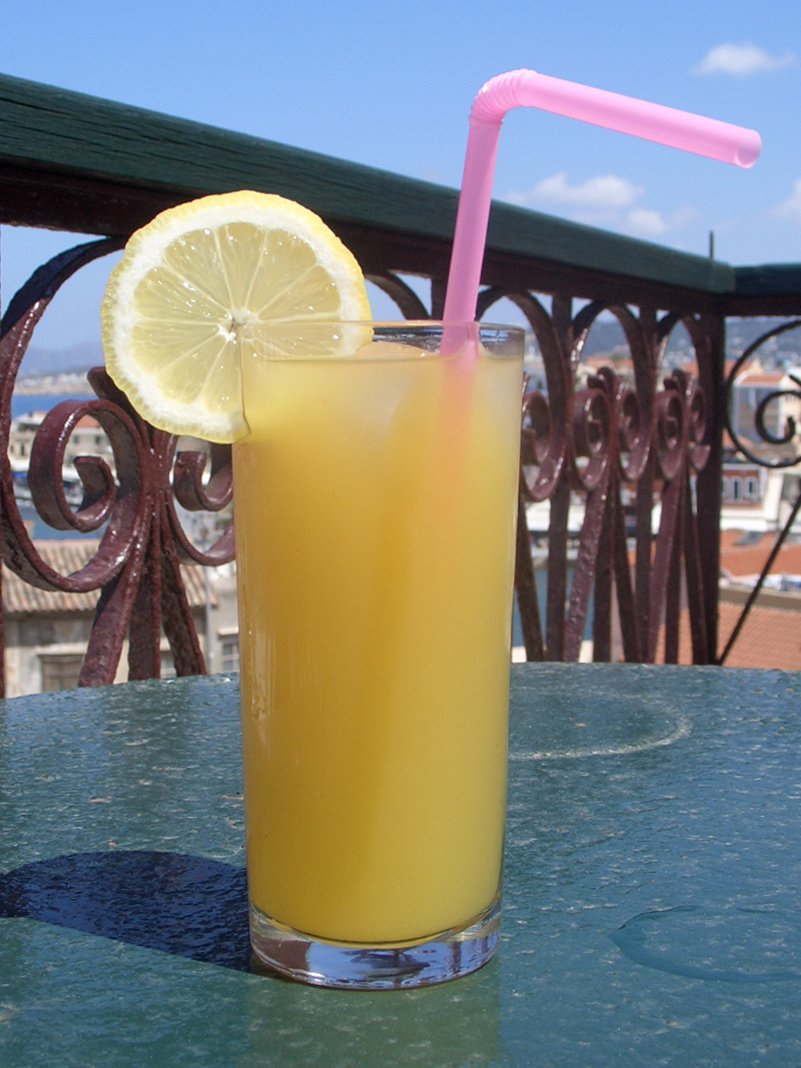
Una bebida con una pajilla dobladiza rosada.

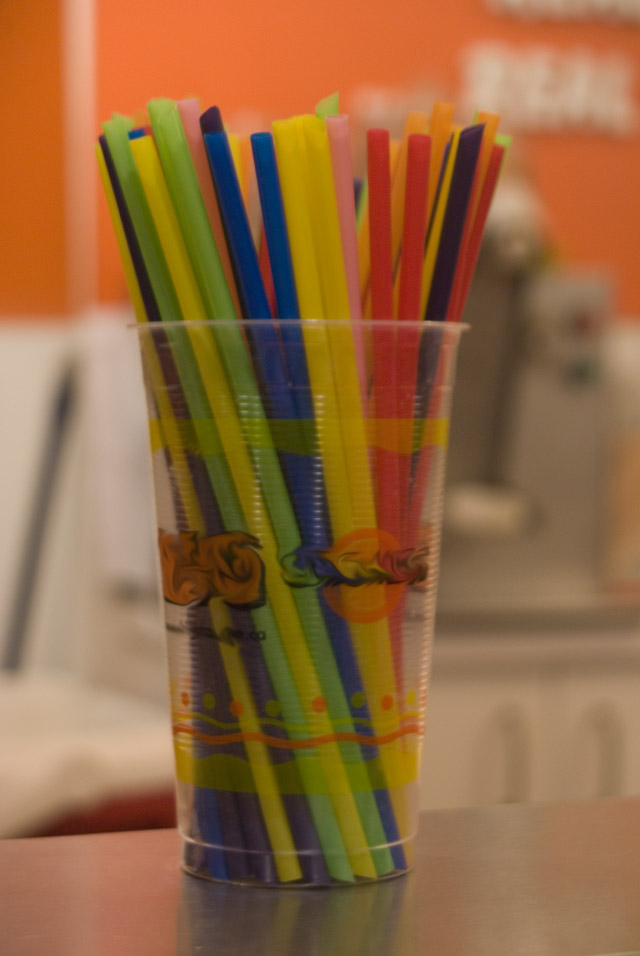
Pajillas plásticas de colores.

La pajilla es un utensilio que se usa para transferir un líquido de un lugar a otro y que regularmente se usa para beber, como para pasar un líquido de un vaso a la boca. Las pajillas más primitivas las hicieron los sumerios de tallos de plantas o literalmente de paja para beber cerveza y filtrar el líquido de la cebada. En diversas culturas se utilizaron cañas secas y huecas, para propósitos similares, siendo los tallos o pajas (de diversos grosores) de trigo, cebada o centeno entre otras, los más utilizados, y de ahí el nombre de pajillas para las delgadas).  En el sur de Sudamérica, como en Argentina, Brasil, Chile, Paraguay y Uruguay, normalmente se utiliza un utensilio metálico llamado bombilla para beber el mate.
Las pajillas se ofrecieron inicialmente en el mercado como una opción para reducir el riesgo de contraer una enfermedad desde recipientes inapropiadamente lavados, como botellas, vasos y tazas. 
Un tubillo hueco por el que sale el líquido, generalmente de plástico o polietileno, recto o con forma de acordeón cerca de la punta para formar un codo, constituye la pajilla más comúnmente usadas actualmente en el mundo entero. Debido a la contaminación que estas generan, en los últimos años muchos países y ciudades han prohibido la venta y entrega de pajillas plásticas, por lo que los comercios las han reemplazado por alternativas fabricadas con papel, cartón o metal. 

## Otros nombres
A este utensilio también se le conoce como:
- Absorbente (Cuba);
- Bombilla  (Chile, Bolivia, Paraguay, Argentina, y Uruguay);
- Calimete (República Dominicana);
- Carrizo (Panamá);
- Cañita (Perú);
- Paja (Filipinas);[3]
- Pajita (España);
- Pajilla  (Costa Rica, El Salvador, Guatemala, Honduras, Nicaragua);
- Pajita o sorbito (Uruguay, Paraguay, Bolivia, Argentina);
- Pajita o pipeta  (Guinea Ecuatorial);
- Pitillo  (Colombia, Venezuela);
- Popote   (México, del náhuatl popotl = ‘paja’);
- Sorbete  (Argentina, Perú, República Dominicana, Ecuador)
- Sorbeto  (Puerto Rico);

Cobra particular importancia conocer estos términos, ya que en algunos países dependiendo de su cultura se pueden considerar malsonantes. Un ejemplo lo constituye México donde el término pitillo es considerado una palabra soez, por lo que es menester emplear la denominación popote.

## Contaminación
Las pajitas constituyen menos del 0.02 % (dos centésimos de un uno por ciento) de los 9 millones de toneladas de plásticos que llegan al mar anualmente.
El mercadeo a los consumidores ha llevado a compañías tales como McDonald's a volver a las pajillas de papel. Además, estas representan un 28 % de los plásticos recolectados en algunas playas brasileñas.
Para solucionar el problema medioambiental referente a la producción de pajillas de plástico, han sido desarrolladas propuestas de pajillas hechas en acero o en bambú.

## Tipos de pajillas para bebidas
- Básica para beber con textura recta y alargada de principio a fin.
- Articulada flexible para conveniencia y facilidad al aspirar la bebida.
- El "crazy" o loco de plástico duro con un número de curvas y formas en la parte superior. Visualmente atractivo.
- Cuchara con forma de pajilla en un extremo que hace la función de una mini cuchara usada para helados y malteadas.
- Miniatura, el cual viene adjuntado a cajitas (empaques) de bebidas.
- De forma ancha para té o bebidas agrandadas tales como de restaurantes de comidas rápidas para consumo inmediato de bebidas.
- "Sanitarios" los cuales son individualmente empacados para evitar contaminación.
- Especiales para bebidas calientes. Usados comúnmente por las cadenas de café.
- El sipahh, una pajilla para beber con sabor a tapioca, que se disuelve cuando la leche pasa sobre el tapioca, añadiendo color y sabor.
- Comestibles y biodegradables, que se comercializan desde hace unos años.